# بی‌ای‌ئی سیستمز دمون
بی‌ای‌ئی سیستمز دمون (به انگلیسی: BAE Systems Demon) یک هواگرد ساختِ کارخانهٔ بی‌ای‌ئی سیستمز در کشور بریتانیا است . این هواگرد برای نخستین بار در ۱۷ سپتامبر ۲۰۱۰ میلادی مورد استفاده قرار گرفت.